# Limeshain
Limeshain é um município da Alemanha, situado no distrito de Wetterau, no estado de Hesse. Tem 12,52 km² de área, e sua população em 2019 foi estimada em 5.747 habitantes.